# 올리 런던
올리 런던(Oli London, 1990년 1월 14일 ~ )은 영국 런던 출신의 인플루언서다.
방탄소년단의 지민을 닮기 위해 3억원을 들여 수차례 성형 수술을 하고 자신이 트랜스한국인이라고 주장하여 논란이 되었다. '트랜스한국인'이란 '트랜스레이셜 (영어: transracial)'에 관련된 단어로, 인종을 바꾼 사람을 설명하는 논란 있는 단어이다.
2022년 그는 성형수술 중단을 선언하였고, 기독교로 개종한 뒤 보수주의 정치활동을 하고 있다.